# Zlatevți, Gabrovo
Zlatevți (în bulgară Златевци) este un sat în comuna Gabrovo, regiunea Gabrovo,  Bulgaria. 

## Demografie
Componența etnică a satului Zlatevți
     Bulgari (100%)
     Nicio identificare (0%)
     Altele (0%)
La recensământul din 2011, populația satului Zlatevți era de 82 locuitori. Din punct de vedere etnic, toți locuitorii erau bulgari.